# Areitoo (di Grecia)
Areitoo (in greco antico: Ἀρηΐθοος?, Arēíthoos), era il nome di un re della Beozia, sposo di Filomedusa che gli diede come figlio Menestio

## Mitologia
Areitoo era uno dei guerrieri greci più abili nell'uso della mazza di ferro (un'arma diffusa  all'epoca della guerra di Troia) e combatte la sfida contro Licurgo, re d'Arcadia. 

Quest'ultimo, ben sapendo dell'abilità di Areitoo decise di spingerlo fino in una valle tanto stretta per far sì che l'avversario non potesse utilizzare l'arma che così divenne facile vittima del re.
La mazza poi fu donata dal vincitore a Ereutalione, eroe di Ftia ucciso in seguito da Nestore.